# Polonnaruwa
Polonnaruwa (sinhálsky පොළොන්නරුව, tamilsky பொலன்னறுவை) je město na Srí Lance, jehož počátky sahají do 11. století. Nachází se ve vnitrozemí ostrova, je administrativní centrum stejnojmenného distriktu. Novodobá část města bývá označována jako „Nové město“, v historické části města se nacházejí památky na středověké království Polonnaruwa.

## Historie
Město vzniklo v 11. století za vlády indické dynastie Chola a bylo hlavním městem stejnojmenného sinhálského království. V době svého rozkvětu ve 12. století zde vznikly rozsáhlé zahrady, velké množství soch Buddhů, mnoho paláců i dalších staveb, které zde existují dodnes v relativně dobře zachovalém stavu. Zlatým věkem města a království bylo období vláda krále Parakramabahu I. Od roku 1982 je celé toto starobylé město zapsáno na Seznamu světového dědictví UNESCO.

## Galerie

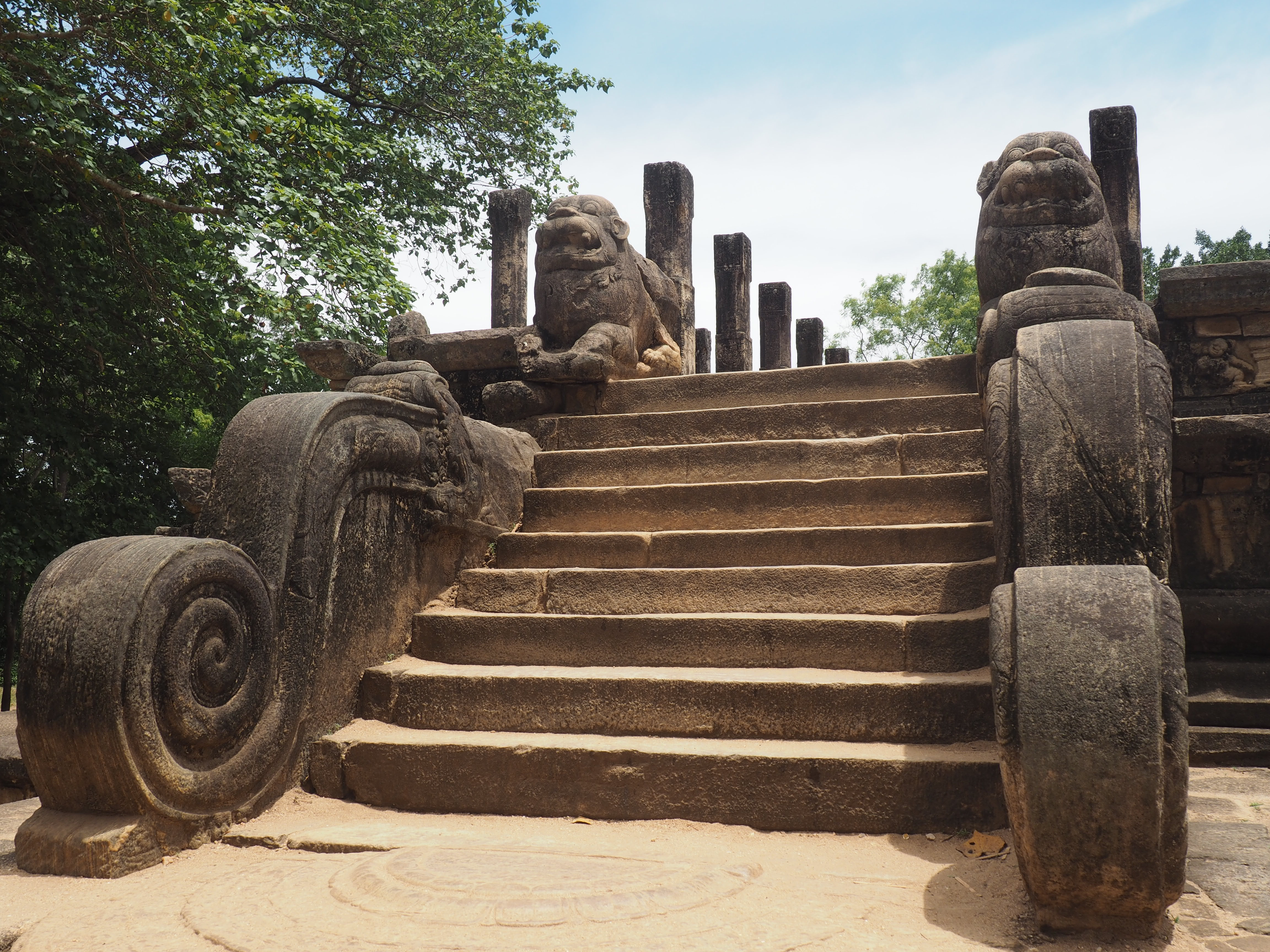
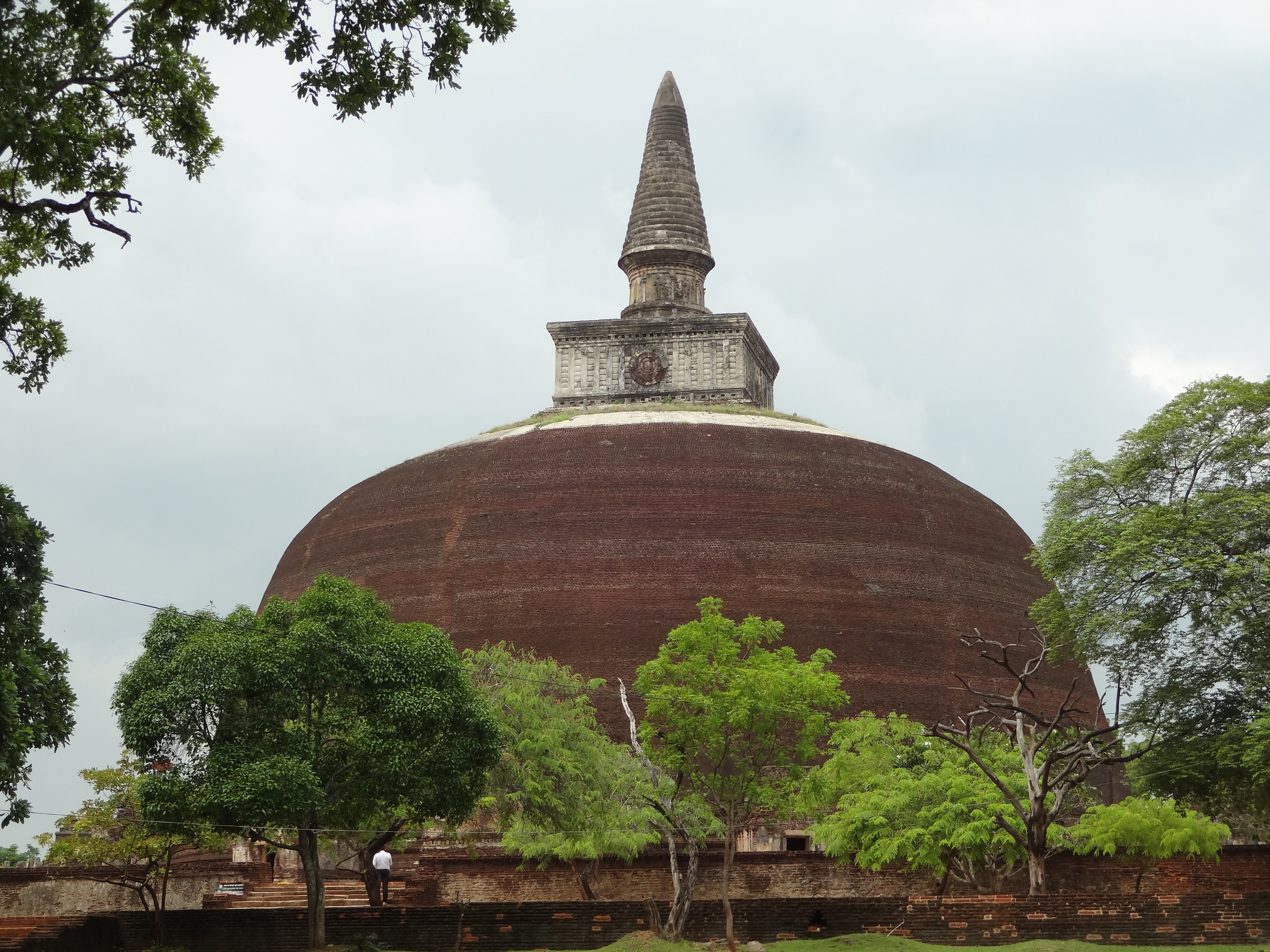
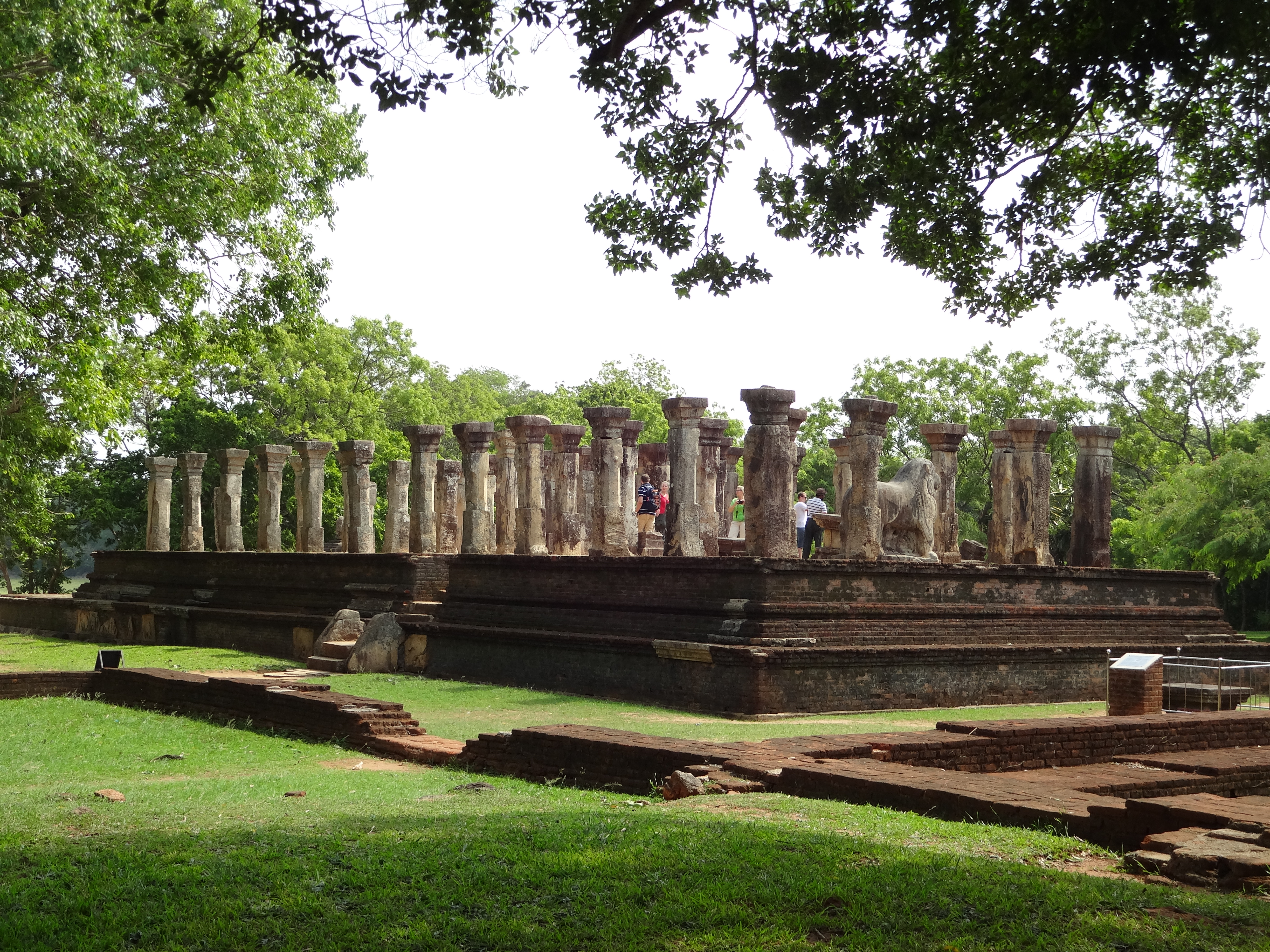
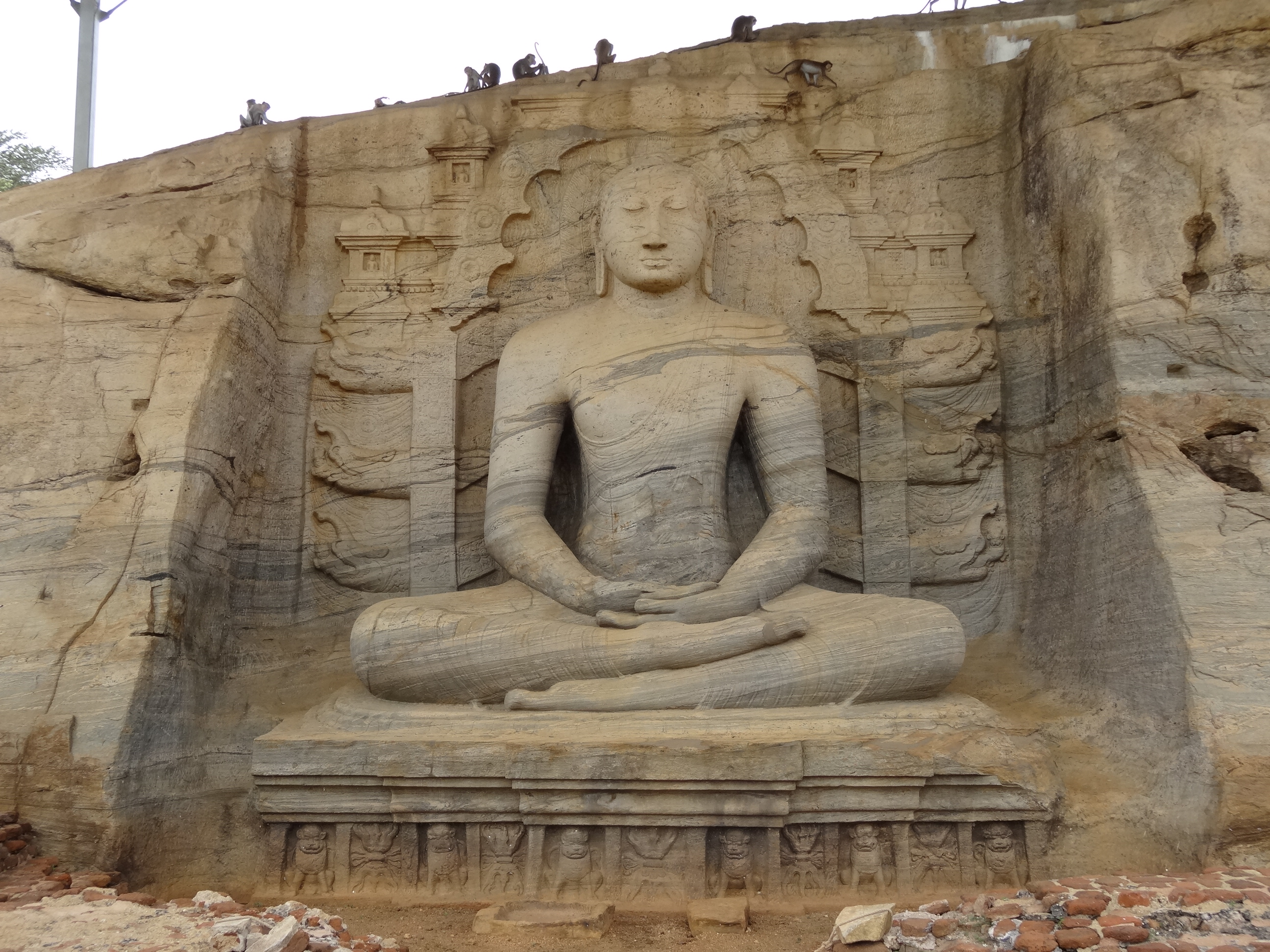